# Берёзовка (Первомайский район, Алтайский край)
Берёзовка — село в Первомайском районе Алтайского края, административный центр муниципального образования сельское поселение Берёзовский сельсовет.

## История
Посёлок был основан в 1932 году. До этого в данной местности работал полевой стан совхоза «Алтайский № 11», входящий в структуру «Сельхозтрест». Первые жители села жили в палатках и землянках, пока в 1933 году не было построено новое жильё. В 1934 году началось строительство 2-квартирных  домов, которое продолжалось вплоть до 1941 года. В 1947 году сельскохозяйственные организации села преобразуются в совхоз «Алтайский молсовхоз № 1», в котором выращивали овощи, разводили овец, занимались животноводством и зерновыми культурами.

## Население
| 1997  | 1998  | 1999  | 2000  | 2001  | 2002  | 2003  | 2004  | 2005  |
| ----- | ----- | ----- | ----- | ----- | ----- | ----- | ----- | ----- |
| 3868  | ↘3817 | ↗3835 | ↗3866 | ↗3978 | ↗4067 | ↘4024 | ↗4109 | ↗4151 |
| 2006  | 2007  | 2008  | 2009  | 2010  | 2011  | 2012  | 2013  | 2021  |
| ↗4261 | ↗4318 | ↘4275 | ↗4374 | ↗4588 | ↘4587 | ↗4725 | ↗4836 | ↗4973 |

## Инфраструктура
В селе работают:
- ООО Алтайкорм, ООО ПЗП «Алтайская нива», ООО «Агрофирма «Виктория»», Крестьянское (фермерское) хозяйствокрестьянские (фермерские) хозяйства, частные предприниматели, большое количество организаций и компаний, оказывающих торговые (сеть продуктовых супермаркетов «Мария-РА» и другие), бытовые, коммунальные, производственные и другие услуги населению.
- 2 детских сада «Солнышко» и «Радуга», МБОУ «Берёзовская СОШ» — открыта в ноябре 1968 года[8].
- Берёзовский КДЦ
- Березовская поселенческая библиотека
- Почтовое отделение №4, торговая сеть печатной продукции
- Магазин оптики, сеть аптек, другие фирмы и организации
- Церковь Святых мучениц Веры, Надежды, Любови и матери их Софии[9].

Здравоохранение
20 февраля 1965 года на базе Берёзовской участковой больницы было образовано краевое государственное бюджетное учреждение здравоохранения «Первомайская центральная районная больница им. А. Ф. Воробьёва», объединившее в себе медицинские учреждения как самого села, так и соседних посёлков. В начале 1980-х годов в селе был построен хирургический корпус. В июле 1999 года сдана в эксплуатацию поликлиника проектной мощностью 200 посещений в смену. В больницах открыты дневные стационары и организованы отделения скорой помощи.